# Lithobius silvivagus
Lithobius silvivagus är en mångfotingart som beskrevs av Karl Wilhelm Verhoeff 1925. Lithobius silvivagus ingår i släktet Lithobius och familjen stenkrypare. Inga underarter finns listade i Catalogue of Life.